# میتسوبیشی پاجرو
میتسوبیشی پاجرو (به انگلیسی: Mitsubishi Pajero) یک خودروی شاسی بلند ساخت میتسوبیشی موتورز است، این نام برگرفته از لئوپاروس پاجروز، یک گربه بومی منطقه فلات پاتوگونای جنوبی آرژانتین می‌باشد. اما در زبان اسپانیایی یک اصطلاح سوء استفاده‌گر به آن داده شده‌است. به همین دلیل نام‌های متفاوتی دارد. در آمریکا با نام میتسوبیشی مونترو (شکارچی کوه) شناخته می‌شود. به استثنای جاماییکا و برزیل و اسپانیا، در اروپا به میتسوبیشی (شوگان) معروف است.
پاجرو در یک خرده فروشی در ژاپن به نام کار پلازا فروخته می‌شد و فروش آن در ایالات متحده تا سال ۲۰۰۶ متوقف شد. از شروع نسل ۴ ام این مدل میتسوبیشی و تکرار فروش آن در سایر نقاط جهان.
به لطف موفقیت‌های پاجرو این مدل با نام‌های Pajero, Montero and Shogun شناخته شد و برای مدل‌های جدید تری نظیر Pajero Mini kei car, the Pajero Junior and Pajero iO/Pinin mini SUVs, and the Mitsubishi Pajero/Montero/Shogun Sport.
رقیبان اصلی عبارتند از: لندروور دیسکاوری ، تویوتا لندکروزر پرادو SWB / LWB و نیسان گشت Y61.

## تاریخچه
اولین نمونه اولیه Pajero در نمایشگاه توکیو در نوامبر ۱۹۷۳ منتشر شد. نمونه اولیه Pajero II در سال ۱۹۷۸، پنج سال بعد، به نمایش گذاشته شد. هدف میتسوبیشی این بود خودرویی دوباره لق شود که جایگزینی برای Toyota Land Cruiser و نیسان برای خریداران ژاپنی باشد، یک وسیله نقلیه تفریحی، نه فقط یک SUV.
در ژانویه سال ۱۹۸۳، اولین Pajero نخستین بازی خود را در مسابقات پاریس داکار انجام داد، و تنها در مرحله سوم در سال ۱۹۸۵ در رده اول قرار گرفت. تا به امروز، Pajero موفق‌ترین وسیله نقلیه در رالی داکار است (برنده شدن در کلاس ۷ خود از ۱۰ مسابقه آخرین و ۱۵ از ۳۲ مسابقه کامل). این نه تنها به Pajero شهرت خارجی داده، بلکه در بخش فروش کمک کرد. دیگر پیروزی‌ها در رویدادهایی مانند سافاری استرالیا و جنگل شمالی ادامه یافت.

## نسل اول ال‌او۴۰ (۱۹۸۲–۱۹۹۱)
نسل اول نخستین بار در نمایشگاه توکیو در اکتبر ۱۹۸۱ ساخته شد و در ماه مه سال ۱۹۸۲ راه اندازی شد. ابتدا در نسخه ۳ درب با فاصله محور 92.5 اینچ(نسبتا معمولی) و سپس نسخه ۵ درب نیز با فاصله 106.1 اینچ  تولید شد ؛ سیستم تعلیق در جلو از نوع جناقی و در عقب شمش است و دارای شاسی نردبانی است.سقف نخستین نسل فلزی یا کروک و سه گزینه مختلف موتور در دسترس بود هرچند بیشتر به تدریج اضافه شد، که با رسیدن به بالاترین حد خود یعنی موتور ۶سیلندرخورجینی/وی شکل ۳ لیتری پایان یافت.
- ۲٫۰- (۲۰۰۰/۲٫۰) ۴ سیلندر بنزینی (خطی)
- 2.0- (2000/2.0 Turbo) چهار سیلندر مجهز به توربوشارژر بنزینی
- ۲٫۶-(۲۶۰۰/۲٫۶) ۴ سیلندر بنزینی
- 2.3-(2300 D/2.3 D) دیزل تنفس طبیعی
- 2.3-(2300 TD/2.3 TD) توربو شارژ دیزل
- 2.5-(2500 TD/2.5 TD) توربو شارژر دیزل
- (3000/3.0) V6 شش سیلندر بنزینی

این ارائه ویژگی‌هایی بود که قبلاً در یک ماشین ژاپنی با چهار چرخ نشنیده نشده بود، یک موتور دیزل توربوشارژ، یک تعلیق دو طرفه با به اصطلاح (جناغ ماهی)، فرمان قابل تنظیم و صندلی‌های جک دار. این باعث شد Pajero یک وسیله نقلیه چهارچرخ محرکی باشد که تمام امکانات رفاهی یک ماشین سواری را در خود می امیزد. این نسل  علاوه بر تولید در ژاپن در فیلیپین ، چین و کره جنوبی نیز مونتاژ شد.

## آخرین نسل پاچیرو
آخرین نسل از پاجرو از سال 2021 تولید شد و بعد از 40 سال تولید مستمر و موفق، تولید آن متوقف خواهد شد.

## نگارخانه

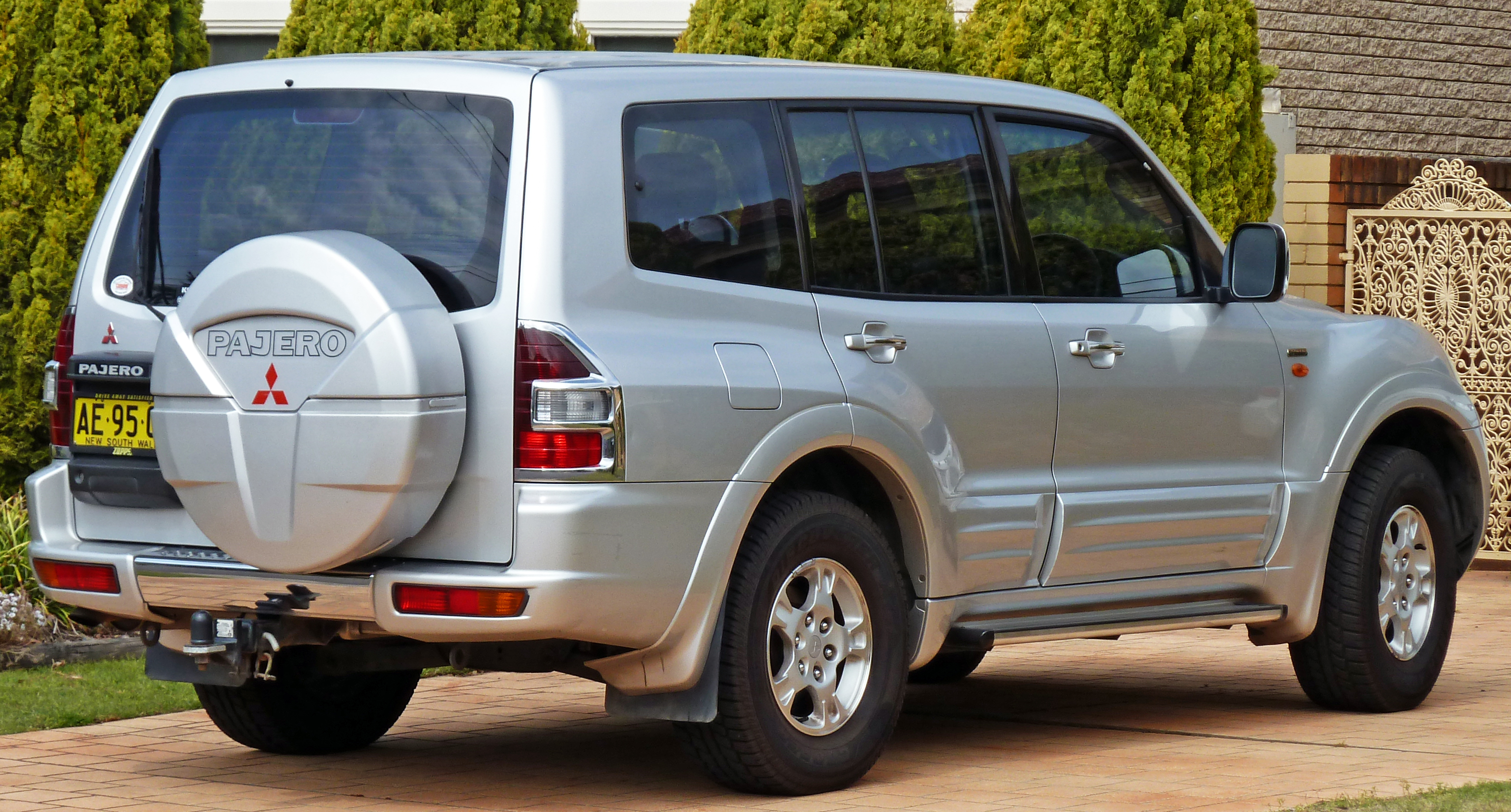
نسل سوم ۵ در
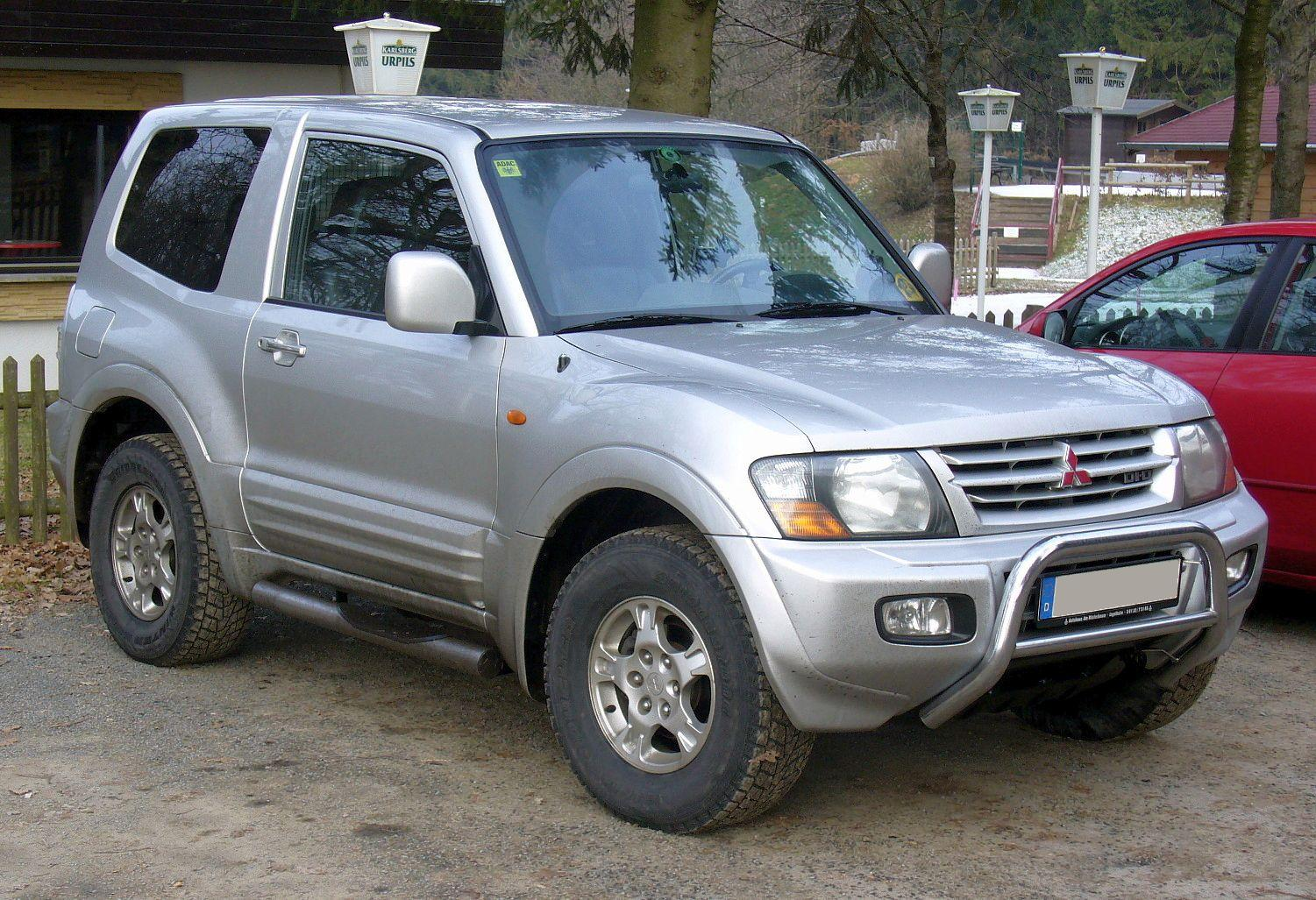
نسل سوم دیزل ۳ در
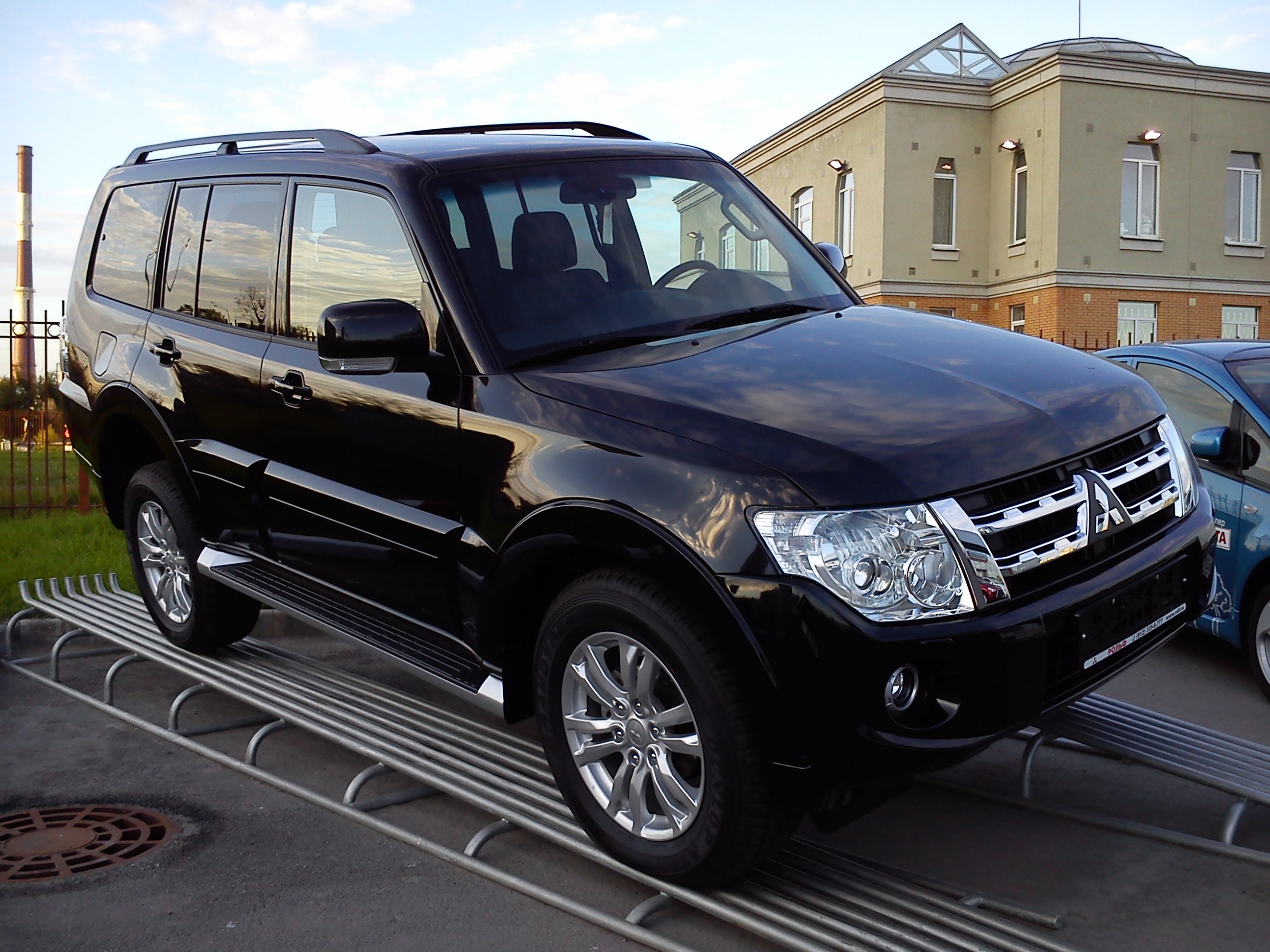
نسل چهارم ۵ در
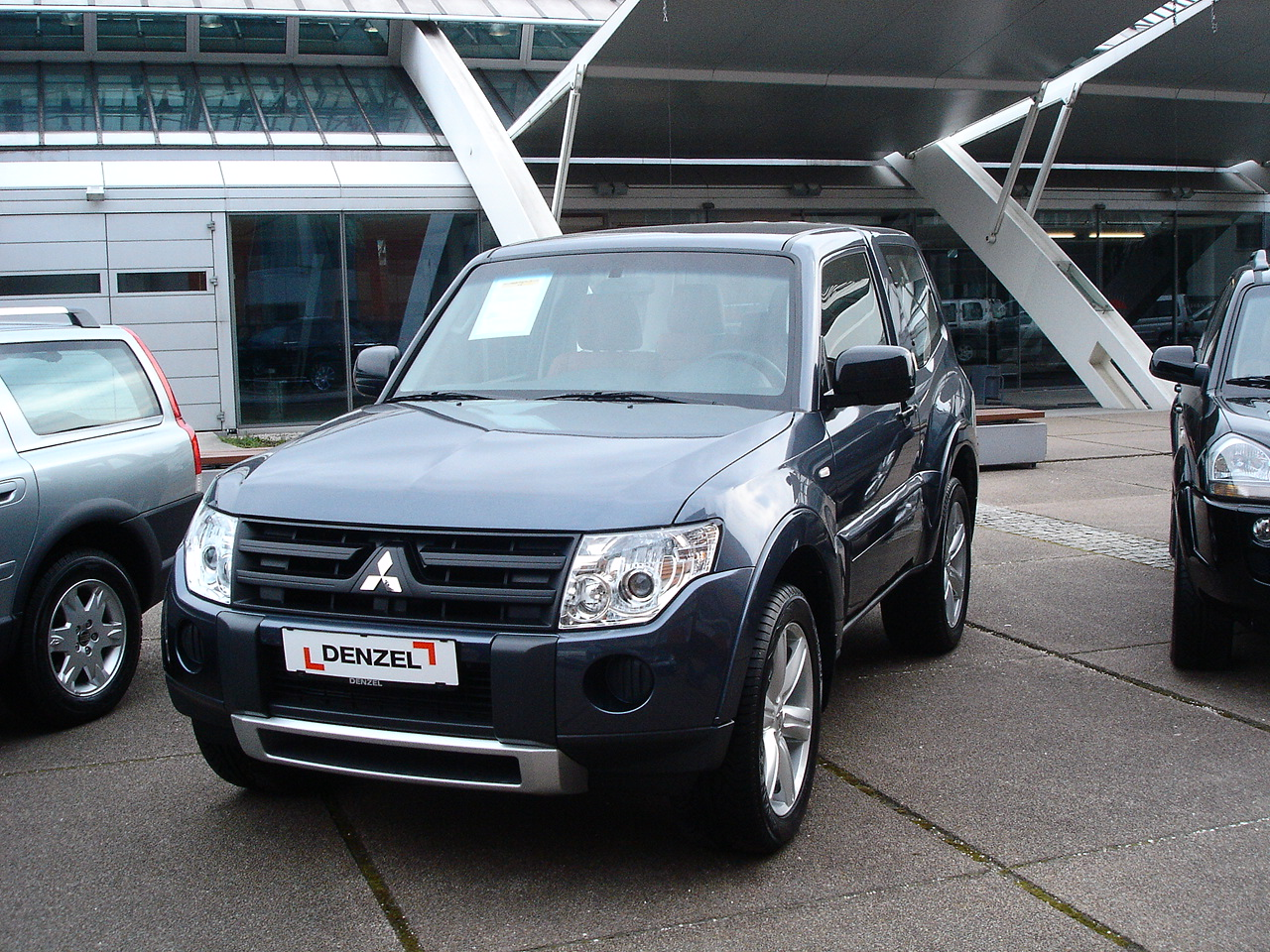
نسل چهارم ۳ در معروف به بی کی BK
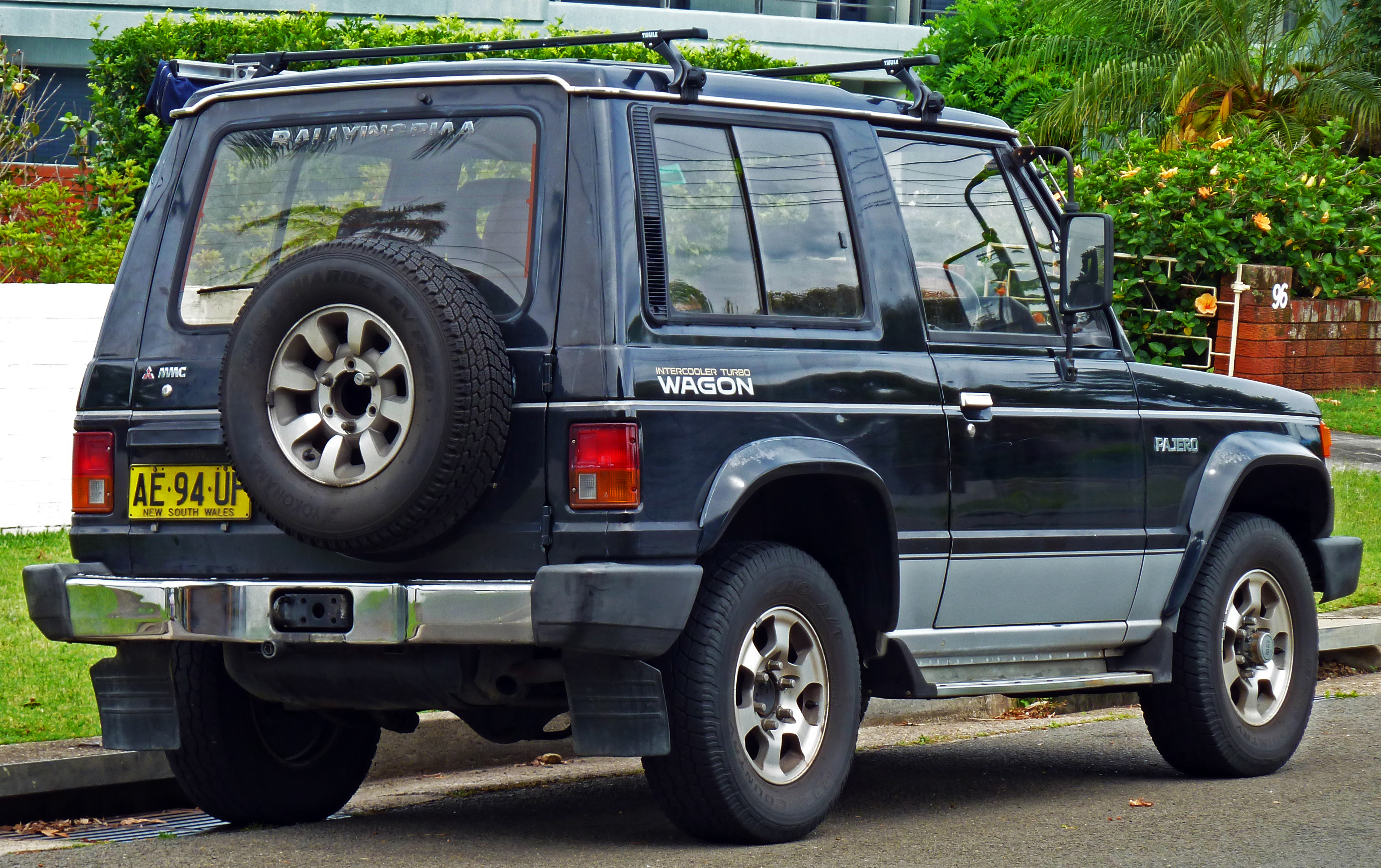
نسل اول ۳ در
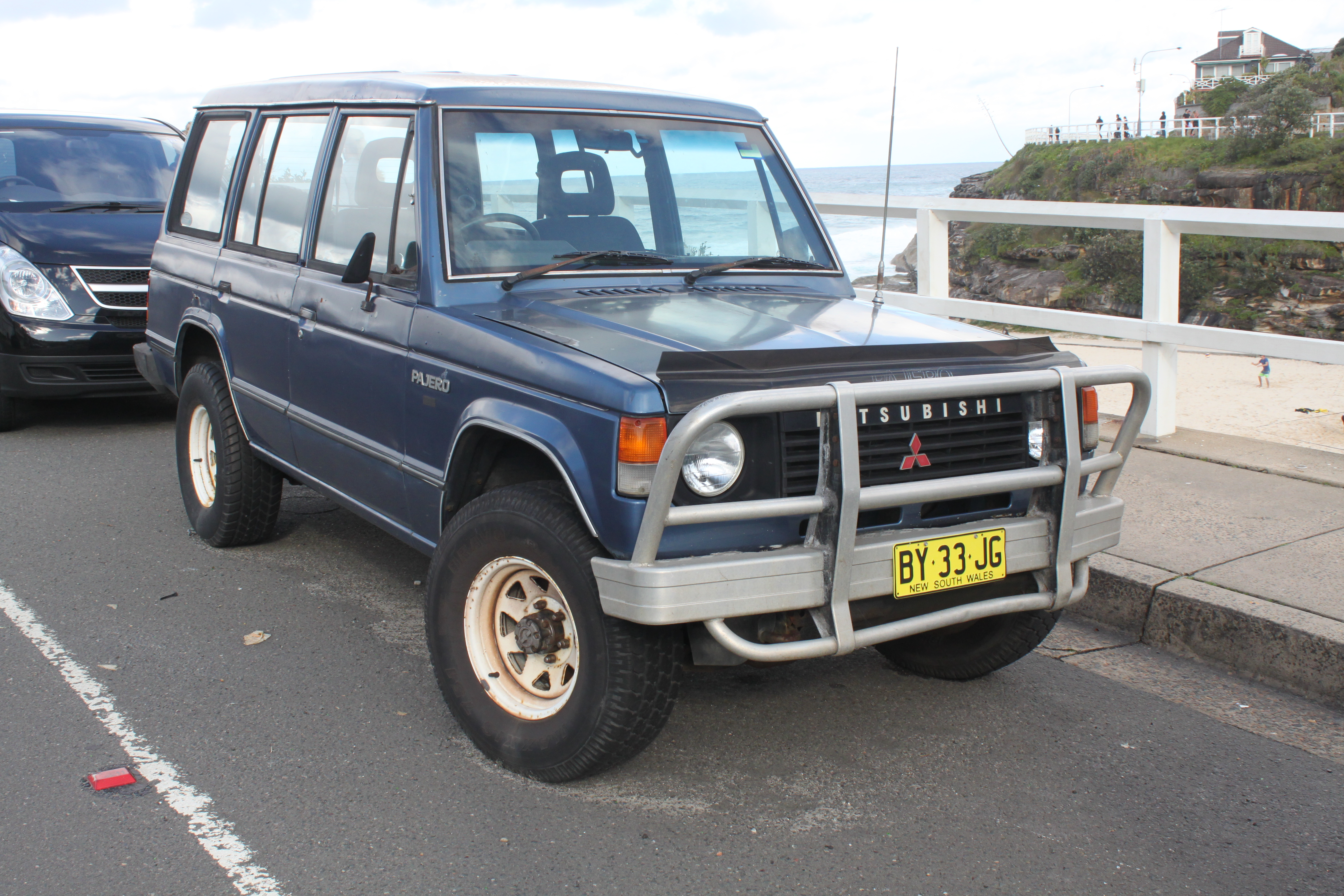
نسل اول ۵ در
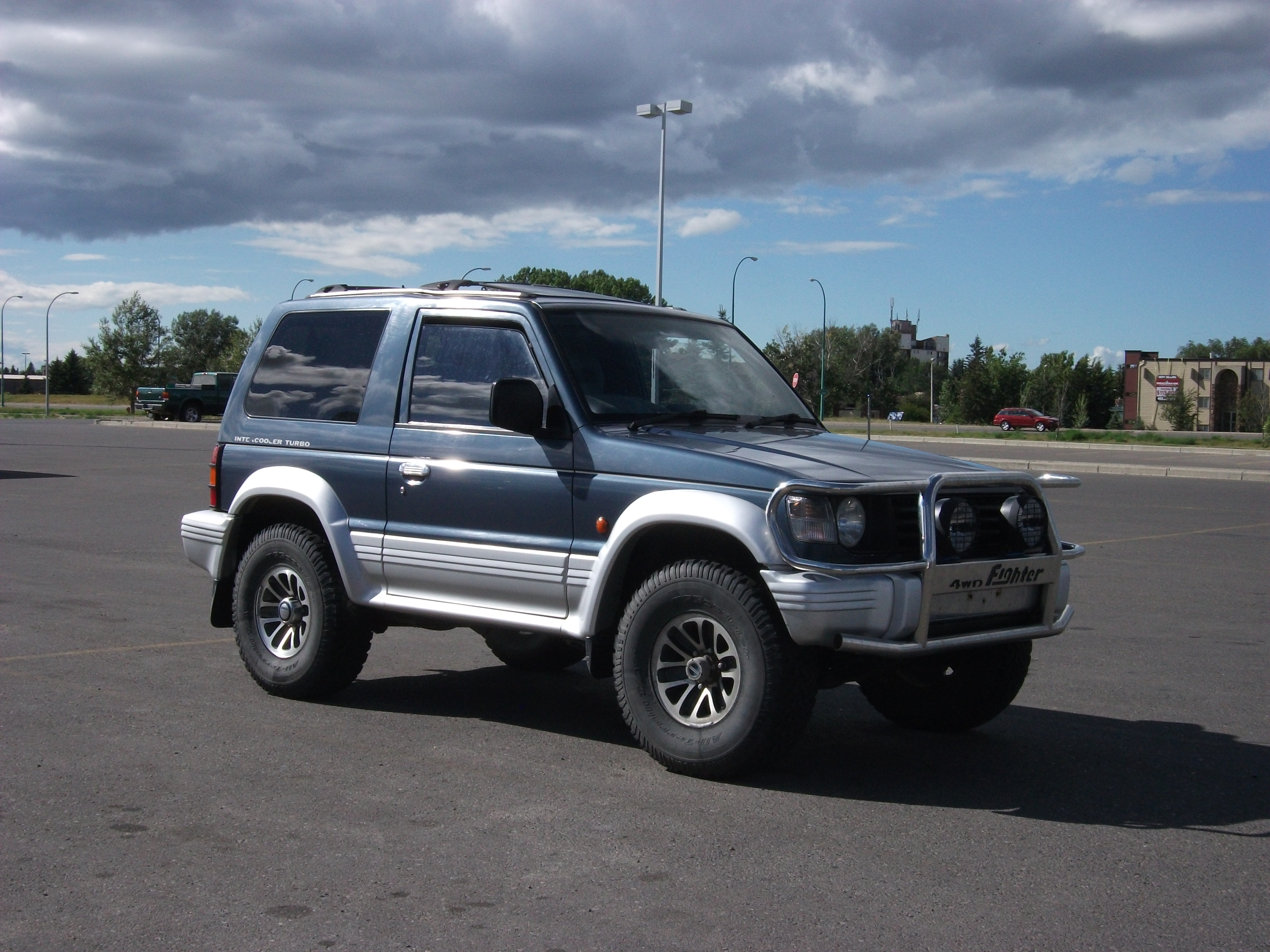
نسل دوم ۳ در
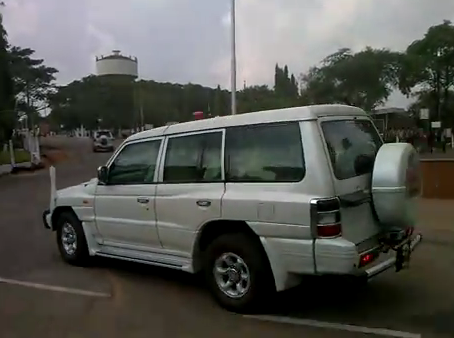
نسل دوم فیس لیفت (در ایران معروف به بهمنی مونتاژ تا سال ۲۰۰۵-۲۰۰۷) و تولید تا ۲۰۰۸ اندونزی و تا ۲۰۱۲ کلمبیا
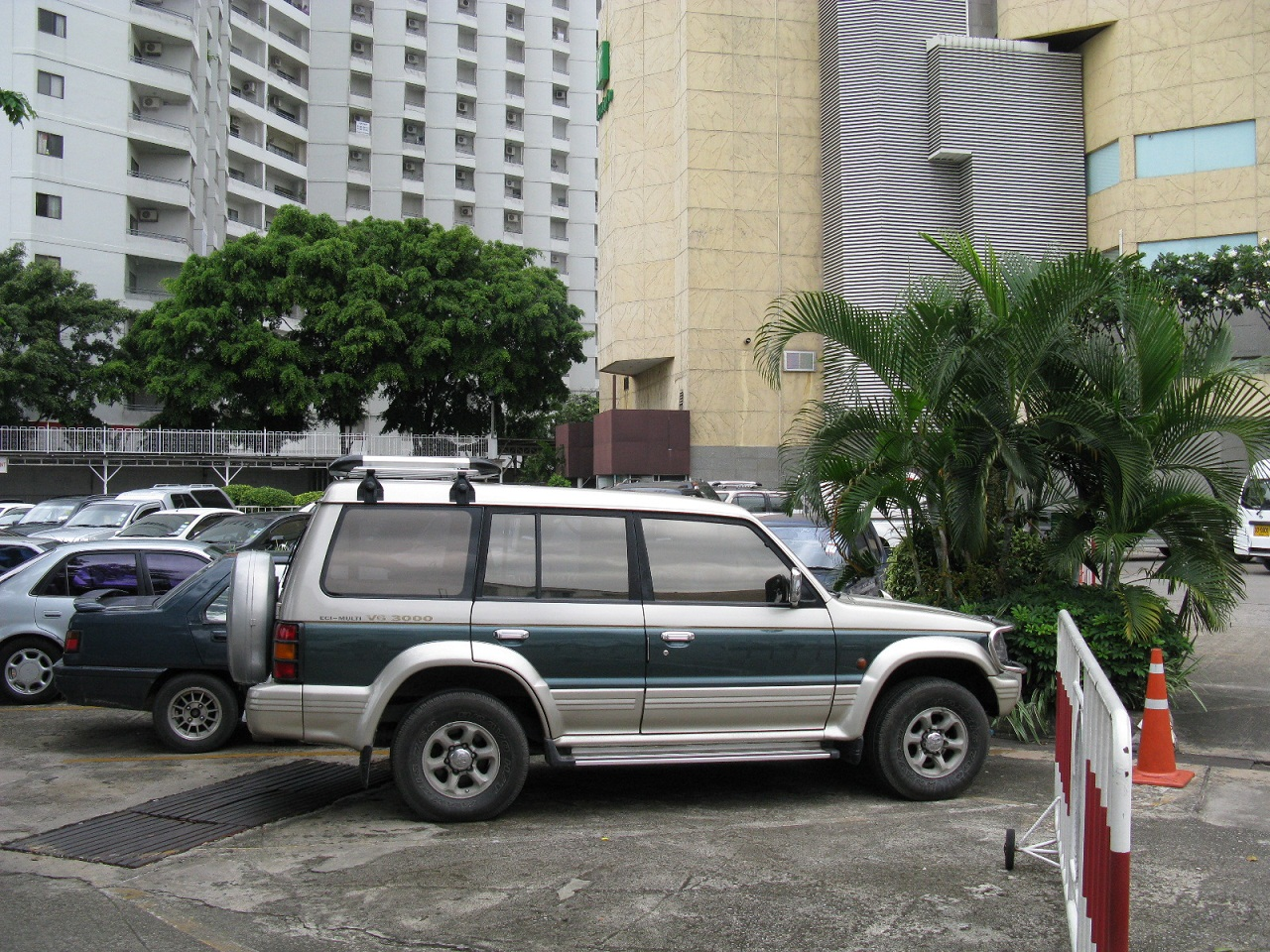
نسل دوم ۵ در سری اول ۱۹۹۲